# Stanisław Wycech
Stanisław Wycech (27 de Junho de 1902, Sadoleś – 12 de Janeiro de 2008) foi, à idade de 105, o ultimo veterano polaco da Primeira Guerra Mundial. À data da sua morte, era o veterano mais jovem ainda vivo da guerra, tendo sido mobilizado em 1917 quando tinha apenas 15 anos de idade.